# Romuald Reutimann
Romuald Reutimann, né le 25 octobre 1967 à Cherbourg, est un dessinateur de bande dessinée français.

## Biographie
Romuald Reutimann intègre les Beaux-Arts de Cherbourg, d’Angoulême et d’Angers. En 1994 paraît son premier album. À partir de 2004, il collabore avec Pierre Gabus pour la série Valbert. 

## Œuvres publiées
Sauf précision, Reutiman est le dessinateur (et coloriste le cas échéant) de ces ouvrages, et son collaborateur le scénariste.
- Valbert, avec Pierre Gabus, Paquet :

1. Jacquot, 2004  (ISBN 2-940334-66-8).
2. Les Révélés, 2005  (ISBN 2-88890-046-7).

- Ulice le lapin, avec Nathalie Omond, Paquet :

1. Ulice le lapin, 2005  (ISBN 2-940334-91-9).
2. Ulice le lapin et le Cadeau, 2006  (ISBN 2-88890-103-X).
3. Ulice le lapin et le distributeur, 2007  (ISBN 978-2-88890-142-6).

- Cité 14, avec Pierre Gabus, Paquet, 12 vol., 2007-2008.
- Cité 14. Saison 2, avec Pierre Gabus, Les Humanoïdes associés, 6 vol., 2011-2012.
- L'Extravagante Croisière de Lady Rozenbilt, avec Pierre Gabus (scénario) et Delphine Rieu (couleur), Les Humanoïdes associés, 2013  (ISBN 978-2-7316-7399-9)[2].
- Les Enfants de Midvalley, avec Benoît Broyard, Kramiek :

1. La Nuit de l'horloger, 2015  (ISBN 978-2-88933-035-5).
2. Les Deux Montres, 2017  (ISBN 978-2-88933-042-3).

- Tim & Léon : Les Deux Premières Aventures, avec André Kuenzy, EP Media, 2015  (ISBN 978-2-88932-986-1).
- New Cherbourg Stories (format comic book), avec Pierre Gabus, Blueman :

1. Coups de feu au Roule Palace !!, 2018  (ISBN 978-2-9701261-0-2).
2. Dans le ventre du Lala Bama, 2019  (ISBN 978-2-9701261-1-9).

- New Cherbourg Stories (format classique), avec Pierre Gabus, Casterman :

1. Le Monstre de Querqueville, 2020  (ISBN 978-2-203-20398-3). Reprend les deux épisodes publiés chez Blueman.
2. Le Silence des Grondins, 2020  (ISBN 978-2-203-20421-8).

## Récompenses
- 2012 : Prix de la série au festival d'Angoulême pour Cité 14 (avec Pierre Gabus)[3],[4]